# Гаутрейн

Маршрут Гаутрейна. Штриховою лінією позначена ділянка під землею

Гаутре́йн — швидкісна залізниця (іноді йменується як швидкісне метро), загальна довжина 80 км, траса пролягає між Йоганнесбургом та Преторією (довжина 53 км) з відгалуженням до Міжнародного аеропорту, швидкість потягів 160 км/г, відкрита 8 червня 2010 року.
| Прапор ПАР | Це незавершена стаття про Південно-Африканську Республіку. Ви можете допомогти проєкту, виправивши або дописавши її. |